# Ernst Gagliardi

Ernst Gagliardi, omkring 1914.

Ernst Gagliardi, född 7 januari 1882, död 22 januari 1940, var en schweizisk historiker.
Gagliardi blev 1919 professor i Zürich och utgav bland annat Geschichte der Schweiz (3 band, 1920–1927) och Bismarcks Entlassung (1927) om Otto von Bismarck.